# Eight is Enough

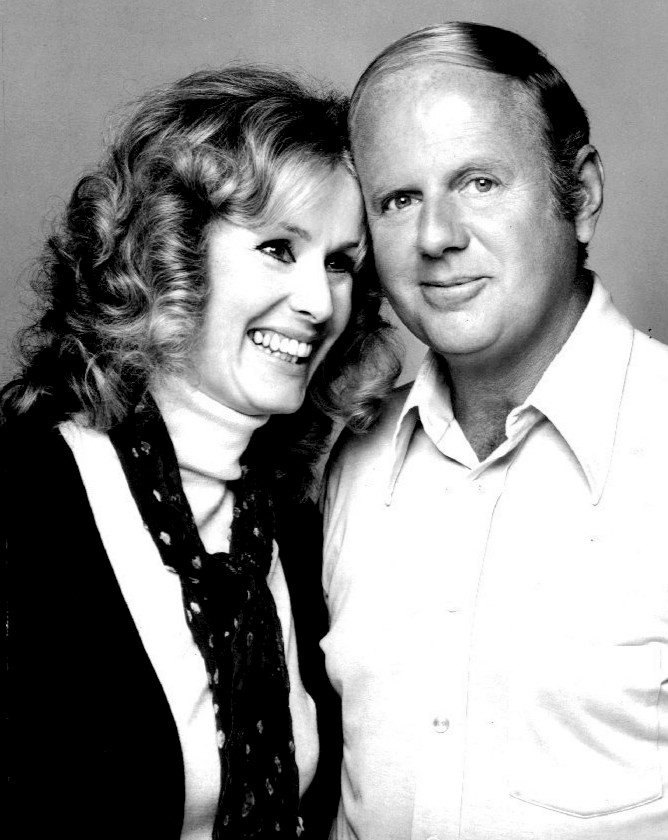
Imatge promocional dels actors Diana Hyland i Dick Van Patten.

Eight Is Enough (traduït a Espanya com Con ocho basta) és una sèrie de televisió estatunidenca, emesa per la cadena ABC entre el 15 de març de 1977 i el 29 d'agost de 1981. La sèrie es basa en la vida real del periodista Tom Braden, pare de vuit nens, que va escriure un llibre amb el mateix títol. Va ser una de les poques sèries d'una hora de durada que utilitzava la tècnica de pista de rialles.

## Argument
La sèrie se centra en torn a la família Bradford, que viu en Sacramento (Califòrnia) amb vuit fills (de major a menor: David, Mary, Joanie, Susan, Nancy, Elizabeth, Tommy i Nicholas). El pare Tom Bradford (Dick Van Patten) és columnista del periòdic Sagrament Register. La seva esposa Joan (Diana Hyland) es dedica a cura dels fills. Hyland va estar present solament en quatre episodis abans de caure malalta. Va morir 12 dies després de l'emissió del primer episodi, i la segona temporada va començar en la tardor de 1977 amb la revelació que Tom havia enviduat.
Tom s'enamora llavors de Sandra Sue "Abby" Abbott (interpretada per Betty Buckley), una mestra que va venir a la casa com a professora particular d'un dels seus fills. Es van casar en un episodi especial al novembre de 1977.
Al setembre de 1979, dos dels fills (David i Susan) també contreuen matrimoni en una doble cerimònia.

## Curiositats
Després de finalitzar la cinquena temporada, els costos de producció i els menors índexs d'audiència van provocar la cancel·lació de la sèrie.
En 1987 i 1989 es van rodar sengles pel·lícules per a televisió en les quals es reunia de nou el repartiment, titulats An Eight Is Enough Reunion i An Eight Is Enough Wedding, respectivament.
La sèrie va suposar un salt qualitatiu en la carrera d'alguns dels "vuit" fills. Grant Goodeve - que va substituir l'actor inicialment seleccionat, Mark Hamill, que només va gravar el primer episodi i es va incorporar al repartiment de La guerra de les galàxies -, Willie Aames i Ralph Macchio - que va interpretar al cosí Jeremy en l'última temporada - es van convertir en ídols per a adolescents.

## Repartiment
La suposada edat dels fills a l'inici de la primera temporada apareix entre parèntesis en cadascun d'ells. A continuació l'edat real de l'intèrpret en el primer episodi.
- Dick Van Patten - Tom Bradford
- Diana Hyland - Joan Wells Bradford (temporada 1)
- Betty Buckley - Sandra Sue "Abby" Abbott Bradford (temporades 2-5)
- Mark Hamill - David Bradford (23); només en el primer episodi i va ser substituït per:
- Grant Goodeve - David Bradford (23, 24)
- Lani O'Grady - Mary Bradford (21, 22)
- Laurie Walters - Joanie Bradford (20, 30)
- Susan Richardson - Susan Bradford Stockwell (19, 25)
- Dianne Kay - Nancy Bradford (18, 22) (temporades 1-5)
- Connie Needham - Elizabeth Bradford (15, 17)
- Willie Aames - Tommy Bradford (14, 16) (temporades 1-5)
- Adam Rich - Nicholas Bradford (8, 8)
- Brian Patrick Clarke - Merle "The Pearl" Stockwell (1979-1981)
- Jennifer Darling - Donna (1978-1981)
- Henderson Forsythe - Big Bud
- Janis Paige - Vivian "Auntie V" Bradford
- Michael Goodrow - Ernie Fields (1979-1981)
- James Karen - Eliot Randolph
- Ralph Macchio - Jeremy Andretti (1980-1981)
- Joan Prather - Janet McArthur Bradford (1977-1981)
- Michael Thoma - Dr. Greg Maxwell (1977-1979)

## La sèrie a Espanya
La sèrie es va estrenar a Espanya amb el títol de Con ocho basta el 16 de febrer de 1979 i es va emetre en la tarda dels divendres fins a 1981, amb formidables índexs d'acceptació.